# Rutoideae
Rutoideae es una subfamilia de plantas de flores perteneciente a la familia Rutaceae.

## Géneros
- Agathosma, Asterolasia, Boenninghausenia, Boronia, Choisya, Correa, Dictamnus, Eriostemon, Erythrochiton, Esenbeckia, Lunasia, Melicope, Phebalium, Pilocarpus, Ruta, Zanthoxylum